# Coll de Censà
El Coll de Censà és una collada situada a 1.770,1 metres d'altitud al límit dels termes comunals de Censà, de la comarca del Conflent, de Real i de Formiguera, de la del Capcir, tots a la Catalunya del Nord.
És un coll de muntanya situat a l'extrem oest del terme comunal de Censà, al sud-est del de Real i al nord-est del de Formiguera.